# Кадисский залив
Кади́сский залив (исп. Golfo de Cádiz) — открытый залив Атлантического океана вдоль юго-западного берега Пиренейского полуострова протяжённостью 320 км от города Фару в Португалии до мыса Трафальгар в западном конце Гибралтарского пролива. Омывает берега провинции Уэльвы и атлантический берег провинции Кадис в Испании и южный берег португальской провинции Алгарве. Включает в себя Кадисскую бухту. Глубина до 100 м. Площадь — 7000 м. Средняя температура воды составляет + 15 °C. Приливы полусуточные, высотой до 3 м.
Кадисский залив на протяжении всей истории имел особое значение благодаря открытому положению на Атлантике, входу в Средиземное море и многочисленным впадающим в залив рекам. Данные характеристики стимулировали создание большого числа портов и развитию судоходства, в особенности после открытия Христофором Колумбом Нового Света. Положение залива также сделало его местом многих морских сражений, наиболее известным из которых является Трафальгарское сражение. В последнее время в регионе Кадисского залива наблюдается слабая, но периодическая сейсмическая активность.

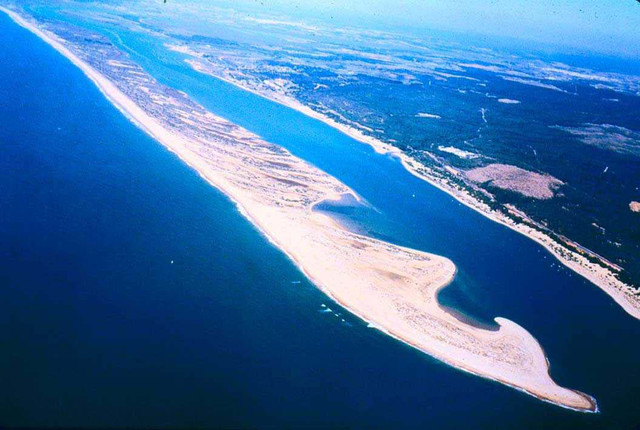
Коса Эль-Ромпидо

Береговая линия Испании на протяжении всего залива слабо изрезанная, низменная и болотистая. Берега Португалии представлены в основном скалистой береговой полосой, сложенной каменноугольными сланцами и песчаниками. Главные реки, впадающие в залив — Гвадиана и Гвадалквивир.
Основные порты: Вила-Реал-де-Санту-Антониу, Тавира, Ольян, Фару (Португалия), Кадис, Уэльва, Сан-Фернандо (Испания). Большая часть залива вдоль испанской территории входит в состав морского курорта Коста-де-ла-Лус, пользующегося популярностью среди виндсёрфингистов. Неподалёку от устья реки Гвадалквивир находится национальный парк «Доньяна».
В хозяйственной деятельности главными составляющими являются рыболовство и морские грузоперевозки, а также торговля и туризм. Помимо этого, в заливе на протяжении Гвадалквивирской впадины открыто несколько газовых месторождений.